# Queratomicosis
Las queratomicosis son infecciones de la córnea del ojo causadas por hongos. Son generalmente confundidos por infecciones bacterianas por lo que es común que la infección llegue al oftalmólogo en mal estado, poniendo en muy alto el riesgo de perder el ojo.

## Riesgo
Debido a que los hongos que infectan el ojo son por lo general no-patogénicos, ciertos factores traumáticos deben estar presentes para establecer el organismo en el ojo:
- Agricultores
- Trabajadores de la construcción.
- Mal uso de lentes de contacto.
- Trauma accidental del ojo.
- Humedad, polvo, altas temperaturas y viento.

## Síntomas
Dependiendo de la gravedad de la infección, se pueden referir fotofobia, dolor, sensación de cuerpo extraño en el ojo, con pus y enrojecimiento de la córnea. Luego aparece una úlcera en las que se pueden observar líneas concéntricas que corresponden con los filamentos fúngicos. La progresión no tratada de una úlcera corneal puede ser fulminante para el ojo.

## Diagnóstico
El tratamiento correcto depende del diagnóstico etiológico, el cual es basado a su vez en una combinación de la historia clínica apoyado en el examen microscópico directo y el cultivo de material corneal tomado de la zona afectada o de la úlcera de existir una. Debido a la escasa cantidad de material disponible es imprescindible que la muestra sea valorada en el traslado y manipulación previo al examen de laboratorio. Estos hongos se aíslan fácilmente en casi todos los medios micológicos comunes, en particular la dextrosa de Sabouraud sin cicloheximidina.

## Especies
Las infecciones oculares por hongo ocurren con más frecuencia por los siguientes organismos, los cuales son por lo general saprófitos del suelo:
- Género Aspergillus
- Género Fusarium
- Género Penicillium